# Dying for a Smoke (filme de 1967)
Dying for a Smoke é uma curta-metragem de animação britânica dirigida por John Halas, lançada em 1967, protagonizada por Sam Sucker. 

## Sinopse
Old Nick O' Teen é um diabo e um mau companheiro que incentiva as crianças a fumar. Sam e as outras crianças acabam por enfrentar o vício, mas em breve perceberam que o cigarro irá matá-los. Será que o conselho de um adulto humilde ainda irá a tempo de os salvar...?

## Elenco
Warren Mitchell (voz) - Old Nick O' Teen
Nota: O resto do elenco é anónimo

## Curiosidade
O filme animado foi produzido pelo Ministério da Saúde do Reino Unido